# Gameboys: The Movie
Gameboys: The Movie è un film del 2021 diretto da Ivan Andrew Payawal.
Le vicende narrate nel film si pongono tra la prima e la seconda stagione della webserie Gameboys.

## Distribuzione
Il film è stato distribuito via streaming sulle piattaforme KTX e Ticket2Me il 30 luglio 2021.

## Riconoscimenti
- 2023 - Star Award
  - Nomination Indie Movie Editor of the Year a Benjamin Gonzales Tolentino
  - Nomination New Movie Actor of the Year a Miggy Jimenez
  - Nomination New Movie Actor of the Year a Kyle Velino
  - Nomination Indie Movie Ensemble Acting of the Year
  - Nomination Indie Movie Musical Scorer of the Year a Emerzon Texon
  - Nomination Indie Movie Sound Engineer of the Year a Allen Roy Santos
  - Nomination Indie Movie Theme Song of the Year